# Rojnik murowy
Rojnik murowy (Sempervivum tectorum L.) – gatunek byliny z rodziny gruboszowatych. 

## Morfologia
PokrójRoślina zebrana w rozety wydaje z kącików liści liczne rozłogi zakończone kolejnymi, małymi rozetkami.
LiścieNagie, mięsiste, z brzegu orzęsione. Skupione są w zwarte różyczki.
KwiatyBladoróżowe, małe, zebrane w kwiatostan. Łodyga kwiatostanowa wyrasta ze środka rozety.

## Ekologia i zastosowanie
Rośnie w miejscach silnie nasłonecznionych, na piaszczystych terenach. Często sadzona jest w przydomowych ogródkach skalnych. Używana do obsadzania ozdobnych murków. 
Roślina monokarpiczna – rozeta, która jest odpowiednio duża po wypuszczeniu pędu kwiatowego i wydaniu nasion zamiera.